# Frostetola fenestrata
Frostetola fenestrata är en fjärilsart som beskrevs av Constant Vincent Houlbert 1918. Frostetola fenestrata ingår i släktet Frostetola och familjen Castniidae. Inga underarter finns listade i Catalogue of Life.